# Маруа де Дьерньо де Лилль
Маруа де Дьерньо/Дреньо де Лилль, или Маруа из Дьерньо; известна как Дама Маруа/Марот (Maroie de Diergnau/Dregnau de Lille; Dame Maroie/Marote; годы активности: I пол. XIII века) — французская женщина-трувер. Была родом из замка Дьерньо (также Дреньо), который находился недалеко от стен города Лилля. Маруа была связана с поэтами Аррасской школы труверов (фр. англ. Puy d'Arras), объединявшей поэтов и музыкантов, которым покровительствовали аристократы. Дама Маруа совместно с Дамой Марго (Dame Margot) сочинила партимен (фр. фр. jeu parti) Je vous pri, dame Maroie, в котором обе женщины обмениваются мыслями на счёт того, должна ли влюблённая дама открыть свои чувства возлюбленному или же должна скрывать их. Партимен сохранился в двух манускриптах, в каждом из которых содержится свой вариант мелодии. Возможно, одна версия мелодии принадлежит Даме Маруа, а другая Даме Марго. Также Дама Маруа является автором любовной песни (chanson d’amour) Mout m’abelist quant je voi revenir (в типичной для труверов форме ABABCDE), которая сохранилась в двух манускриптах с мелодией. Даму Маруа упоминает в своей песне Bone, bele et avenans трувер Андриё Контредит Аррасский (Andrieu Contredit d’Arras) (ок. 1200—1248). Произведения Дамы Маруа записаны ансамблями средневековой музыки, среди которых Perceval, Sinfonye, Musiktheater Dingo.

## Список литературы
- Berger, Roger (1981). Littérature et sociéte arrageoises au XIIIe siècle: Les chansons et dits artésiens. Arras: Commission Départementale des Monuments Historiques du Pas-de-Calais.
- Coldwell, Maria V. «Margot, Dame, and Maroie, Dame», Grove Music Online, ed. L. Macy (accessed October 21, 2006), grovemusic.com (subscription access).
- Coldwell, Maria V. «Maroie de Dregnau de Lille», Grove Music Online, ed. L. Macy (accessed October 22, 2006), grovemusic.com (subscription access).
- Doss-Quinby, Eglal; Joan Tasker Grimbert; Wendy Pfeffer; Elizabeth Aubrey (2001). Songs of the Women Trouvères. New Haven: Yale UP. ISBN 0-300-08413-7.
- Petersen Dyggve, Holger (1934). Onomastique des trouvères. Société Philologique.
- Briscoe, James R. New Historical Anthology of Music by Women (2004). ISBN 978-0253216830